# ジム・コーベット国立公園

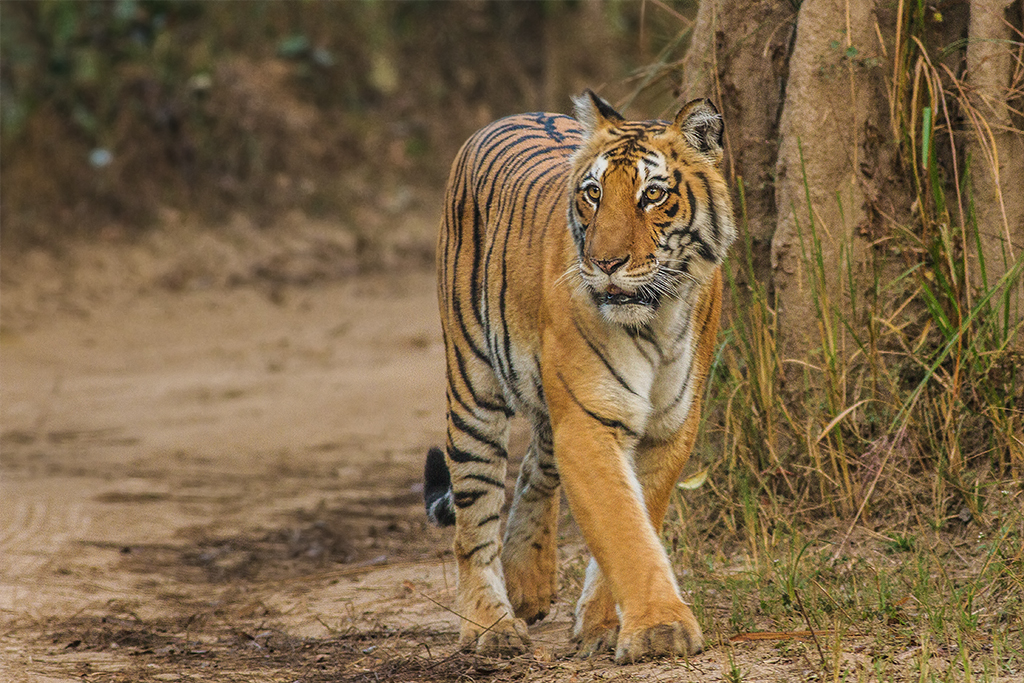
ジム・コーベット国立公園内を歩くベンガルトラ。

ジム・コーベット国立公園（ジム・コーベットこくりつこうえん、英語: Jim Corbett National Park）は、インド・ウッタラーカンド州にあるインド初の国立公園である。

## 概要
ジム・コーベット国立公園は、ウッタラーカンド州のナイニータール地区とパウリガルワル地区にある。インドで最も古い国立公園であり、絶滅の危機に瀕しているベンガルトラを保護するためにヘイリー国立公園（Hailey National Park）として1936年に設立さた。ハンターでナチュラリストのジム・コーベット（Jim Corbett）にちなんで名付けられたもので、プロジェクト・タイガーの対象となった最初の公園であった。
コーベット国立公園は、520.8 平方キロメートルの丘、河川地帯、湿地の窪地、草地、大きな湖で構成されている。標高の範囲は400〜1,220 メートルである。